# بوچینه
بوچینه (به ایتالیایی: Bucine) یک کومونه در ایتالیا است که در استان آرتزو واقع شده‌است.

## خصوصیات
بوچینه ۱۳۱٫۰۸ کیلومترمربع مساحت و ۱۰٬۱۰۳ نفر جمعیت دارد و ۲۰۷ متر بالاتر از سطح دریا واقع شده‌است.

## خواهرخوانده
شهرهای Lassee، مدزو، Moravče Municipality، Noiseau، Strzyżów و Starý Poddvorov خواهرخوانده‌های بوچینه هستند.